# Smile (2009)
Smile é um filme de terror/suspense italiano de 2009, em língua inglesa, estrelado por Armand Assante. É o longa-metragem de estreia de Francesco Gasperoni.
Uma sequência foi planejada para ser lançada no final de 2020, provisoriamente intitulada Smile II: Tollinger in the Mood.

## Sinopse
Um grupo de amigos da faculdade vai de férias para Marrocos, e quando um deles perde sua câmera, ela compra uma câmera instantânea de um homem misterioso em uma loja de curiosidades. No entanto, a câmera parece estar amaldiçoada, pois todos cuja foto é tirada com ela acabam morrendo em circunstâncias misteriosas. Os membros restantes devem correr para decifrar as pistas sobrenaturais nas fotos para se salvarem.

## Elenco
- Armand Assante como Edward “Eddie” Tollinger
- Harriet MacMasters-Green como Clarissa
- Antonio Cupo como Tommy
- Manuela Zanier como Angelica
- Mourad Zaoui como Rasheed
- Robert Capelli Jr. como Paul
- Giorgia Massetti como Jameela
- Tara Haggiag como Geneva
- Rabie Kati como Caçador